# Equipo de fútbol masculino de la Universidad Brigham Young
El equipo de fútbol masculino de la Universidad Brigham Young, conocido como BYU Cougars, es el equipo de fútbol masculino de los BYU Cougars y compitió en la USL Premier Development League, una de las ligas del sistema de ligas de fútbol de los Estados Unidos.

## Historia
Se creó en 1980 en la ciudad de Provo, Utah como un club de estudiantes de la Universidad Brigham Young, pero nunca ha sido un equipo varsity ni ha competido en la NCAA, sino que compitió en la liga de clubes universitarios (National Intramural and Recreational Sports Association), que ganó en 7 ocasiones (1993, 1995, 1996, 1997, 1998, 1999, y 2001).
En el 2001 participaron en su primera gira internacional, que incluía viajes a Europa en 10 días en los que jugaron 6 partidos, de los cuales ganaron 4 a clubes como Rayo Vallecano B, Vallecas CF y al FC Barcelona B en España, así como al FC Sittard en Países Bajos. En 2002 viajaron a México disputando cuatro partidos ante los equipos reserva del Cruz Azul y CF Pachuca, ganando 2 y perdiendo 2.
En 2003 la Universidad Brigham Young decidió adquirir una franquicia en la USL Premier Development League con el fin de que sus jugadores adquirieran la experiencia y habilidades necesarias para estar mejor preparados para los viajes al extranjero, con lo que se convirtió en la primera universidad de los Estados Unidos en adquirir una franquicia en una liga de la Federación de Fútbol de los Estados Unidos, y pasó a ser el primer club universitario que milita en la USL Premier Development League, así como uno de los equipos abiertamente religiosos de la liga, ya que la bandera de la universidad es una imagen de la Iglesia de Cristo.

## Afiliación a la USL PDL
La primera temporada de los Cougars fue en la división del suroeste, enfrentando a clubes del estado de California, logrando ganar en su primer partido oficial en la liga al Nevada Wonders 3-0, aunque solo lograron dos victorias en su primera temporada en la cuarta división.
Luego de tres malas temporadas en el suroeste, decidieron cambiar de división, pasando a la División del Noroeste, ahora enfrentando a rivales de Arizona, Utah y Colorado. En el 2006 clasificaron por primera vez a la US Open Cup, eliminados por los Arizona Sahuaros en la primera ronda con marcador de 1-5 y clasificando a las finales de conferencia, en la cual fueron eliminados por el Orange County Blue Star en penales tras quedar 2-2 en el periodo regular.
El 2007 fue un mejor año para los Cougars, clasificando otra vez a la US Open Cup, aunque de nuevo fueron eliminados en la primera ronda, esta vez por el California Victory de la USL First Division y en la liga ganaron el título divisional y llegaron a la final de conferencia en la que fueron eliminados por el Fresno Fuego. En el 2008 no pudieron retener el título divisional, en una temporada mala en la que apenas quedaron en la cuarta posición.
Para la temporada 2009 retornaron a la División del Suroeste luego de la expansión de divisiones y quedaron en cuarto lugar de su división, apenas a tres puntos de clasificar a los playoffs.
Al terminar la temporada 2017 el club anunció que dejaría la Premier Development League y pasaría exclusivamente a ser un equipo de categoría universitaria.

## Palmarés
- USL PDL Northwest Division: 1

2007

## Entrenadores
- Chris Watkins (1995-)